# William McDougall
William McDougall (Chadderton, Lancashire, Egyesült Királyság, 1871. június 22. – Durham, Észak-Karolina, 1938. november 28.) angol–amerikai pszichológus. Karrierje első felét az Egyesült Királyságban, második felét az Amerikai Egyesült Államokban töltötte. Számos nagy hatású tankönyvet írt, és különösen fontos alakja volt az ösztönelmélet és a szociálpszichológia fejlődésének angol nyelvterületeken. Ellenezte a behaviorizmust, és nagyrészt kimaradt az angol és amerikai mainstream pszichológiai irányzatok fejlődéséből a huszadik század első felében, de munkássága széles körben ismert és elismert volt a laikusok között.

## Életútja
McDougall először a manchesteri Owens College-ben, majd a cambridge-i St John’s College-ben tanult. Londonban és Göttingenben orvostudományt és fiziológiát is tanult. Miután tanított a Londoni Egyetemen és az Oxfordi Egyetemen, William James meghívta a Harvard Egyetemre, ahol 1920-tól 1927-ig pszichológia professzor volt. Ezután átkerült a Duke Egyetemre, ahol J. B. Rhine irányítása alatt létrehozta a Parapszichológiai Laboratóriumot, és ahol haláláig tevékenykedett. Tagja volt a Royal Society-nek. Cyril Burt a tanítványa volt.
McDougall érdeklődési köre igen széles volt. Érdeklődőtt az eugenika iránt, de levált a neodarwinizmusról abban a tekintetben, hogy megtartotta a Jean-Baptiste Lamarck által javasolt elméletet, a szerzett tulajdonságok öröklődésének lehetőségét. Számos kísérletet is végzett ennek a folyamatnak a demonstrálására. A behaviorizmussal szembehelyezkedve úgy gondolta, hogy a viselkedés alapvetően célorientált és szándékos. Ezt a megközelítést hormikus pszichológiának nevezte (a görög impulzus szó alapján).
Ennek ellenére a motivációelmélet keretében védte azt a nézetet, hogy az egyéneket jelentős számú öröklött ösztön motiválja, amiknek a működését nem biztos, hogy tudatosan megértik, így valószínűleg nem mindig látják át a saját céljaikat. Az ösztönökről vallott nézetei erősen hatottak Konrad Lorenzre, bár Lorenz ezt nem mindig ismerte el. McDougall  keresztülment egy pszichoanalízisen Carl Gustav Junggal, és felkészült volt a parapszichológia témájában is.
1920-ban a Society for Pychical Research elnöke volt, a rákövetkező évben pedig a társaság Egyesült Államokbeli megfelelőjében, az American Society of Psychical Reasearchben töltötte be ezt a pozíciót. A pszichikai kutatásban a tudományos módszerek és az akadémiai professzionalizmus képviselője volt, így jelentősen közreműködött abban, hogy a parapszichológia egyetemi tudományággá vált az USA-ban az 1930-as évek elején.
Az eugenika iránti érdeklődése és az evolúcióhoz való nem hagyományos hozzáállása miatt McDougall ikonikus alakká vált annak a nézetnek a támogatói között, hogy az öröklött tulajdonságok befolyásolják a viselkedést. Azt ezt vallókat a mainstream pszichológusok tudományos rasszistáknak nevezték. Ugyan McDougall kétségtelenül unortodox figura volt, és mindig szívesen vallott kisebbségben lévő nézeteket, a modern pszichológia és a politikai fejlődés fényében nincs okunk azt feltételezni, hogy támogatta volna ezeknek a csoportoknak a véleményét. Bár egy írásában ez áll:
„…; az a néhány kiváló amerikai néger, mint például Douglass, Booker Washington és DuBois, úgy hiszem, minden esetben mulattok voltak, vagy bizonyos mértékben fehér vér folyt az ereikben. A néger faj képtelenségét arra, hogy nemzetet alkossanak, jogosan tulajdoníthatjuk a jó vezetői készségekkel rendelkező emberek hiányának, és még inkább az alacsonyabb szintű átlagos kapacitásnak.”
McDougall 29 évesen házasodott meg (bár önéletrajzi esszéjében ezt írja: „az elveim ellenére tettem, mivel úgy gondoltam, hogy egy olyan férfi, akinek a választott életcélja intellektuális erejének végsőkig való fejlesztése, ne házasodjon meg negyvenéves kora előtt, vagy egyáltalán ne”). Öt gyermeke volt.

## Animizmus
McDougall 1911-ben a test és az elme kérdésével foglalkozott, és könyvet is írt a témában, Body and Mind: A History and Defence of Animism címmel. Ebben a munkában elutasította a materializmust és a darwinizmust, és a lamarckizmus egy formáját támogatta, miszerint az elme vezérli az evolúciót. McDougall az animizmus egy formáját vallotta, melyben minden anyagnak van mentális aspektusa. Nézetei nagyon hasonlóak voltak a pánpszichizmushoz, mivel úgy gondolta, hogy az anyagban van egy megelevenítő elv, és munkájában azt állította, hogy erre pszichológiai és biológiai bizonyíték is létezik. McDougall megvédte azt az elméletet, miszerint az elme és az agy különálló entitások, de kapcsolatban vannak egymással, bár nem volt se dualista, se monista, mivel úgy gondolta, hogy az animizmus teóriája helyettesítheti a dualista és a monista filozófiai nézeteket. Parapszichológusként azt is állította, hogy létezik tudományos bizonyíték a telepátiára, biológiai és pszichológiai kutatások bizonyítékait használta fel az animizmus elméletének védelmére.
Materialism and Emergent Evolution (1929) című munkájában McDougall szintén támadta a materializmust. Művében kritizálta az emergens evolúció elméletét is, mert úgy gondolta, hogy figyelmen kívül hagyja a lamarckizmus és az elme által irányított evolúció bizonyítékait. McDougall utolsó munkája ebben a témában, a The Riddle of Life (1938) kritizálta az organicizmust, szerinte ugyan ez az elmélet elutasította a materializmust, de nem ment elég messzire a nem fizikai elv aktív szerepének támogatásában.

## Művei magyar közkönyvtárakban
Elsősorban eredeti angol nyelvű kötetei, de gyakoriak műveinek német fordításai is magyarországi közkönyvtárakban. 1958 körül fordította le Büky Béla McDougall egy munkáját magyar nyelvre, Pszichológia, a viselkedésmódok tudománya címen, e mű gépiratban maradt, Büky Várkonyi Hildebrand Dezsőnek ajánlotta, feltehetően a Várkonyi-hagyatékból került az Országos Pedagógiai Könyvtár és Múzeum állományába.

## Fordítás
- Ez a szócikk részben vagy egészben a William McDougall című angol Wikipédia-szócikk fordításán alapul.  Az eredeti cikk szerkesztőit annak laptörténete sorolja fel. Ez a jelzés csupán a megfogalmazás eredetét és a szerzői jogokat jelzi, nem szolgál a cikkben szereplő információk forrásmegjelöléseként.